# دسل (مینه‌سوتا)
دسل، مینه‌سوتا (به انگلیسی: Dassel, Minnesota) یک شهر در ایالات متحده آمریکا است که در مینه‌سوتا واقع شده‌است.

## خصوصیات
دسل ۴٫۴۵ کیلومترمربع مساحت و ۱٬۴۶۹ نفر جمعیت دارد و ۳۳۲ متر بالاتر از سطح دریا واقع شده‌است.